# Ludwinów (Mińsk)
Pour les articles homonymes, voir Ludwinów.
Ludwinów (prononciation : [ludˈvinuf]) est un village polonais de la gmina de Jakubów dans le powiat de Mińsk de la voïvodie de Mazovie dans le centre-est de la Pologne.
Il se situe à environ 7 kilomètres au nord-ouest de Jakubów (siège de la gmina), 10 kilomètres au nord de Mińsk Mazowiecki (siège du powiat) et à 43 kilomètres à l'est de Varsovie (capitale de la Pologne).

## Histoire
De 1975 à 1998, le village appartenait administrativement à la voïvodie de Siedlce.